# Flat Design
Der Begriff Flat Design (aus dem Englischen flat flach und design Gestaltung) hat seinen Ursprung im Interfacedesign. Es handelt sich um einen grafisch minimalistischen Gestaltungsstil.

## Geschichte
2010 wurde Flat Design in Windows Phone 7 verwendet. 2012 wurde es mit dem Erscheinen von Windows 8 in größerer Breite wahrgenommen.
2013 setzte auch Apple mit seinem Betriebssystem iOS 7 Elemente des Flat Design ein, Googles Smartphone-Betriebssystem Android folgt ab Version 5 im November 2014 diesem Gestaltungsprinzip (unter der Marketing-Bezeichnung Material Design), machte allerdings schon ab der Vorgängerversion 4  zum Teil Gebrauch vom Flat Design.
Ab Herbst 2017 begann Microsoft in Windows 10, die Flat-Design-Optik zum Fluent Design System zu ändern, das eine Rückkehr zur halbtransparenten Milchglasoptik darstellt.

## Allgemeines

Skeuomorphismus als Gegensatz zum Flat Design

Beim Flat Design wird auf eine realistische Darstellung von Texturen, Verzierungen, Schlagschatten und dreidimensionalen Elementen verzichtet. Die Gestaltung unterliegt stilistischen Beschränkungen und ist auf wesentliche Elemente reduziert. Das Flat Design steht formal der Gestaltung der europäischen Moderne nahe.
Farbe wird im Flat Design oft intensiv eingesetzt; beispielsweise ist Windows 8 deutlich bunter als die Vorversion.

## Gegensatz zum Skeuomorphismus
Flat Design hat sich als Gegenstrom zum Skeuomorphismus entwickelt, bei dem reale Abbildungen (wie eine analoge Uhr, ein analoger Kompass) mit Papiertexturen und Farbverläufen eingesetzt werden, um reale Interaktionen im Interfacedesign nachzubilden. Auf diese Weise werden mögliche Interaktionen wie „einen Knopf drücken“ vom Benutzer sofort erkannt.
Bei der Entwicklung dieser neuen reduzierten Bildsprache wurde die Notwendigkeit, reale Gegenstände und Funktionen nachzubilden, hinterfragt und weitgehend darauf verzichtet.